# Litsea versteeghii
Litsea versteeghii är en lagerväxtart som beskrevs av C. K. Allen. Litsea versteeghii ingår i släktet Litsea och familjen lagerväxter. Inga underarter finns listade i Catalogue of Life.